# Dinâmica de forças
A dinâmica de forças é uma categoria semântica que descreve a maneira pela qual as entidades linguística interagem com a referência à força. Este conceito ganhou bastante atenção na linguística cognitiva devido às suas reivindicações de plausibilidade psicológica e à elegância com que generaliza ideias que geralmente não são consideradas no mesmo contexto. A categoria semântica de dinâmica de forças permeia a linguagem em vários níveis. Não se aplica apenas a expressões no domínio físico, como 'apoiar' ou 'arrastar', mas também desempenha um papel importante em expressões que envolvem forças psicológicas (por exemplo, 'querer' ou 'ser instado a'). Além disso, o conceito de dinâmica de forças pode ser estendido ao discurso. Por exemplo, a situação em que os falantes A e B discutem, após a qual o falante A cede ao falante B, exibe um padrão dinâmico de forças.

## Contexto
Introduzida pelo linguista cognitivo Leonard Talmy em 1981, a dinâmica da força começou como uma generalização da noção tradicional de causativo. Talmy desenvolveu ainda mais o campo em seus trabalhos de 1985, 1988 e 2000.
Talmy coloca a dinâmica da força dentro do contexto mais amplo da semântica cognitiva. Em sua opinião, uma ideia geral subjacente a essa disciplina é a existência de uma distinção fundamental na linguagem entre categorias de classe fechada (gramatical) e de classe aberta (lexical). Essa distinção é motivada pelo fato de que a linguagem usa certas categorias de noções para estruturar e organizar o significado, enquanto outras categorias são excluídas dessa função. Por exemplo, Talmy observa que muitas línguas marcam o número de substantivos de maneira sistemática, mas que os substantivos não são marcados da mesma maneira para a cor. A dinâmica de forças é considerada uma das categorias nocionais de classe fechada, juntamente com categorias geralmente reconhecidas como número, aspecto, humor e evidencialidade.
Aspectos da dinâmica de forças foram incorporados nas estruturas teóricas de Mark Johnson (1987), Steven Pinker (1997) e Ray Jackendoff (1990). A dinâmica de forças desempenha um papel importante em vários relatos recentes de verbos modais em várias línguas. Outras aplicações incluem o uso em análise de discurso, semântica lexical e análise morfossintática.